# Legenden om ljusets rike
Legenden om ljusets rike är en bokserie av Margit Sandemo på 20 böcker.
Serien är en fortsättning på Sagan om Isfolket och Häxmästaren. Serien börjar år 1746 i samma scen där den sista boken av Häxmästaren slutar i en cliff-hanger. Historien hoppar sedan fram till 1990-talet där vi möter karaktärer från de sista böckerna i Sagan om Isfolket. Här följer vi sedan karaktärerna Marco, Ellen, Nathaniel och Gabriel med deras efterkommande barn och barnbarn genom hela serien. De slås samman med barnen från Häxmästarfamiljen och de två släktena förenas. Några av de andra isfolksmedlemmarna som t.ex. Tova, nämns endast i förbigående. 
Legenden om ljusets rike är lite annorlunda gentemot de två första seriedelarna då den går mer åt High Fantasy och Science fiction-genren än de andra som mer tillhör genrerna historisk fiktion och fantasy.
Ljusets rike finns undangömt i jordklotets kärna. Där går tiden 12 gånger långsammare än ute på jordskorpan och alla som befinner sig inne i det skyddande riket slutar att åldras fysiskt och stannar eller går tillbaka till en fysisk ålder på ca 35 år. Riket befolkas av många olika varelser som t.ex. alver, vättar, några av Isfolkets andar, urtidsdjur och utdöda folkslag samt vanliga människor som virrat bort sig i gruvor och tunnlar och sedan räddats dit. Riket är uppbyggt och styrs av de mystiska och hemlighetsfulla främlingarna. Runt rikets murar finns mörker och ondska som ständigt hotar befolkningen. 
De två huvudsakliga fienderna som karaktärerna kämpar mot i serien, är ursprunget till det svarta vattnet som gav Tengel den onde hans krafter, och konsekvenserna av växthuseffekten och miljöförstöring som nu hotar jorden att gå under. Isfolket och Häxmästarfamiljen kämpar för att rädda världen från ondskan innan det är försent. Berättelsen avslutas i framtiden år 2080. 
I den här tredje och avslutande seriedelen av Isfolkets saga får vi svar på den sanna betydelsen av de soltecken och medaljonger som dyker upp i Häxmästaren och i bok 31 Färjekarlen i Sagan om Isfolket.
Bok 18, Så djup en längtan i Legenden om ljusets rike, är starkt kopplad till Sagan om Isfolket bok 17, Dödens trädgård. Båda utspelas i Taran-gai och boken från Legenden om ljusets rike, fyller igen plotthål från Dödens trädgård och ger läsaren ny information om vindarnas fjäll.

Hela Isfolkets saga består av 82 böcker.
Del 1. Sagan om Isfolket. 47 böcker. Utspelas år 1581-1960.
Del 2. Häxmästaren. 15 böcker. Utspelas år 1699 och 1715-1746.
Del 3. Legenden om ljusets rike. 20 böcker. Utspelas 1746 och 1995-2080

## Böckerna i serien
Häxmästarens familj var tillsammans med sina vänner äntligen på väg genom de mystiska Portarna. Ingen visste vad som väntade dem på andra sidan.
Lyckligtvis var Tiril och hennes närmaste helt ovetande om katastrofen som hade inträffat - att häxmästaren själv och hans äldste son inte hade tagit sig igenom Portarna...
| Nr  | Originaltitel                   | Norsk titel                 | Utgivningsår |
| --- | ------------------------------- | --------------------------- | ------------ |
| 1.  | Viskningen                      | Bak portene                 | 1998         |
| 2.  | Móri och Isfolket               | Móri og Isfolket            | 1998         |
| 3.  | Flickan som inte kunde säga nej | Piken som ikke kunne si nei | 1998         |
| 4.  | Dagg och dimma                  | Mannen från Tåkedalen       | 1998         |
| 5.  | Johannesnatten                  | Johannesnatten              | 1998         |
| 6.  | Den utvalde                     | Den utvalgte                | 1998         |
| 7.  | Häxan                           | Heksen                      | 1999         |
| 8.  | Skräcken                        | Redsel                      | 1999         |
| 9.  | Sol av Isfolket                 | Sol av Isfolket             | 1999         |
| 10. | Nattsvarta rosor                | Nattsvarte roser            | 1999         |
| 11. | Bländverk                       | Skrømt                      |              |
| 12. | Det bävande hjärtat             | Det bevende hjertet         |              |
| 13. | Ond saga                        | Ond saga                    |              |
| 14. | In i värmen                     | Inn i varmen                |              |
| 15. | Mörkrets ande                   | Mørket                      |              |
| 16. | Livshunger                      | Livshunger                  |              |
| 17. | Från toppen och uppåt           | Fra toppen og oppover       |              |
| 18. | Så djup en längtan              | Så dyp en lengsel           |              |
| 19. | Mördande oskuld                 | Drepende uskyld             |              |
| 20. | Ett hav av kärlek               | Et hav av kjærlighet        |              |